# Arcont (gnosticisme)
Arcont en el gnosticisme per referir-se a les potestats o àngels semidéus, que estaven situats entre la raça humana i un Déu transcendent, que només es podia assolir a través de la gnosis. Semblant, al paper dels àngels o els dimonis de l'Antic Testament. Basilides d'Alexandria, gnòstic egipci, va acceptar l'existència d'un arcont anomenada Abraxas que era el príncep de 365 éssers espirituals. Els ofites, acceptaven l'existència de set arconts: Ialdabaoth (que va crear els altres sis), IAO, Sabaoth, Adonai, Elaios, Astaphanos i Horaios. La comunament anomenada Pistis Sophia proporciona una altra sèrie d'arconts: Paraplex, Hekate, Ariouth (dones), Typhon i Iachtanabas (homes).